# بزنجان
بِزِنجان شهری است کوهستانی و سردسیر و در دامنه کوه مرتفع شاه(از قله های مرتغع و بالای ۴۰۰۰ متری ایران) ،این شهر نزدیک ترین نقطه شهری به کوه شاه است و دارای پیشینه تاریخی فراوان در شرق شهرستان بافت و استان کرمان (پهناورترین استان ایران). فاصله این شهر تا شهر بافت ۸ کیلومتر و تا کلانشهر کرمان ۱۴۲ کیلومتر است .
این شهر در شرق شهر بافت قرار گرفته و از شمال به دهستان کیسکان، از شرق به شهرستان رابُر و از جنوب و جنوب غربی به دهستان دشتاب و از غرب به دهستان‌های دشتاب و فتح‌آباد محدود می‌گردد.مردم شهر بزنجان به باورهای دینی اعتقاد عمیقی دارند و این موضوع برایشان اهمیت بالایی دارد.

## مشاهیر و شخصیت های برجسته
- آیت الله شیخ ابوالقاسم شاکری بزنجانی: از علمای بزرگ شیعه ایران
- عطاءالله امیدوار
- حمید حاجی زاده
- پیمان نصیری: قهرمان پارالمپیک ۲۰۱۲ لندن
- دکتر فریدون نوحی: از پزشکان برجسته قلب ایران و رئیس بیمارستان قلب شهیدرجایی تهران
- محمد نصیری: قهرمان پرورش اندام آسیا
- احمد فتحی:حقوقدان شاهنامه پژوه نویسنده و شاعر

## تمدن
کشف اثار و ظروف های سفالی تاریخی مفقود شده در بزنجان میتواند به این معنی باشد که یک‌تمدن کهن در این منطقه در جریان بوده،ولی تاکنون هیچ تحقیق پژوهشی در این باره انجام نشده است

## آب و هوا و اقلیم
اقلیم شهر بزنجان کوهستانی است و این شهر نزدیک ترین نقطه شهری به کوه شاه می باشد در ارتفاع ۲۳۸۱ متری از سطح دریا واقع شده‌است و نیز یکی از مرتفع ترین شهرهای ایران به شمار می رود.

## فرهنگ
گویش مردم شهر بزنجان فارسی گویش و لهجه بافتی  است که با عبارات و واژه های استان کرمان و بویژه شهرهای بافت و کرمان آمیخته است.

## کشاورزی
بزنجان از نواحی اصلی برداشت گردو در ایران است. علاوه بر آن محصولاتی از جمله سیب، زردآلو، هلو، آلبالو، گیلاس، به و انار وانگور و گیاهان دارویی نیز در آن یافت می‌شود.

## گردشگری
شهر بزنجان با آب و هوای مناسب خود درفصل تابستان هرساله گردشگران فراوانی را به خود جذب می‌کند.
بزنجان نزدیک ترین نقطه شهری به کوه شاه است
- باغ‌های بزرگ بزنجان
- چنار کهنسال هزار ساله باغ شاه علی بزنجان

امامزاده پنج گنبد بزنجان
- حمام جهان شاهی
- گنجینه قنات بزنجان
- گنجینه قنات گوران دشت

## زیرساخت های فرهنگی
- امامزاده فاطمه فقیهه الدین یا همان پنج کنبد

### کتابخانه‌ها
- کتابخانه عمومی حضرت آیت الله مرعشی نجفی(ره)
- کتابخانه بهنام که در سالیان گذشته توسط خانواده وزیری تأسیس شد[۴]